# Remigian Lasocki (1579–1624)
Remigian Lasocki herbu Dołęga (ur. 19 lipca 1579 – zm. 23 kwietnia 1624 roku) – podkomorzy czerski w 1623 roku, szafarz poborów czerskich w 1616 roku, poborca czerski w 1610 roku, deputat na Trybunał Radomski w 1618 roku, komisarz do zapłaty wojsku z sejmu 1613 roku.
Syn kasztelana zakroczymskiego Jana i Anny Gniewoszówny. Żonaty z Elżbietą Parysówną, z którą miał synów: Hieronima, Stanisława i Jana. W 1618 roku ożenił się z Katarzyną Sokołowską, z którą miał córkę Ewę Annę.
Razem z bratem w 1594 roku wyprawiony na nauki do Niemiec i Włoch. Poseł na sejm 1624 roku. Pochowany w Miastkowie.